# 钙-48
钙-48是一种罕见的钙的同位素，其中包含20个质子和28个中子，占了天然钙的0.187%。尽管对于一个如此轻的原子核，它具有不寻常多的中子，但它的β衰变受到极大阻碍，因此只能通过双β衰变来放射性衰变。钙-48的半衰期约为6.4×1019年，所以在所有实际用途中都可以看作稳定同位素。钙-48不寻常稳定性的一个原因是因为20和28都是幻数，使得48Ca是“双幻数”原子核。
由于48Ca几乎是稳定的，而且有很多中子，所以是在粒子加速器中通过碎裂和聚变（例如合成元素周期表已知最后五个元素到）合成新的原子核的起始物。较重的原子核需要更大比例的中子以稳定，所以必要使用有很多中子的起始物。
48Ca是已知会双β衰变的原子核中最轻，也是唯一一种简单到可以用sd 核壳层模型分析的原子核。它的衰变能量（4.27 MeV）也比其它会双β衰变的原子核的高。这些特性使我们可以对原子核结构模型和无中微子双β衰变研究。